# Tatra RT6
Tatra RT6 je šira oznaka za tramvaje tipa RT6N1 i RT6S. Tramvaji su se proizvodili u tvornici ČKD.

## Konstrukcija
Zajednički znak tramvaja RT6 je dizajn, a te tramvaje je dizajnirao Patrik Kotas. Koncepcija dolazi od francuskih tramvaja iz 1980. godina. Tramvaj je 60% niskopodan.
Tramvaji su trodijelni, imaju šest osovina, jednosmjerni su, te su dostupniji većoj količini osoba. U kratkom niskopodnom dijelu je smještena većina stolica.

## Varijante
Na početku 1990. godina se počinje razvijati tip Tatra RT6N1. Po proizvedenom prototipu je napravljena mala serija od osam tramvaja,  a tramvaji su su prodavani u Brno i Prag. Zatim je izrađena serija za Poznanj, koja se sastojala od 10 komada. Tramvaji nakon modifikacija u Poznanju voze, no u Pragu i Brnu su ti tramvaji ostavljeni zbog neispravnosti.
Na polovici 1990. godina je razvijen tip Tatra RT6S, koji je od tramvaja RT6N1 drukčiji zbog tehnike. Električnu opremu je od Siemens AG, prva i stražnja postolja su od Düwaga (zbog toga je viskopodni dio niži). Tramvaj je isprobavan u Liberecu, gdje je u redovnom prometu bio do 2003. godine.